# Grewia conferta
Grewia conferta är en malvaväxtart som beskrevs av Otto Warburg och Karl Ewald Maximilian Burret. Grewia conferta ingår i släktet Grewia och familjen malvaväxter. Inga underarter finns listade i Catalogue of Life.